# Stanisław Domański (neurolog)

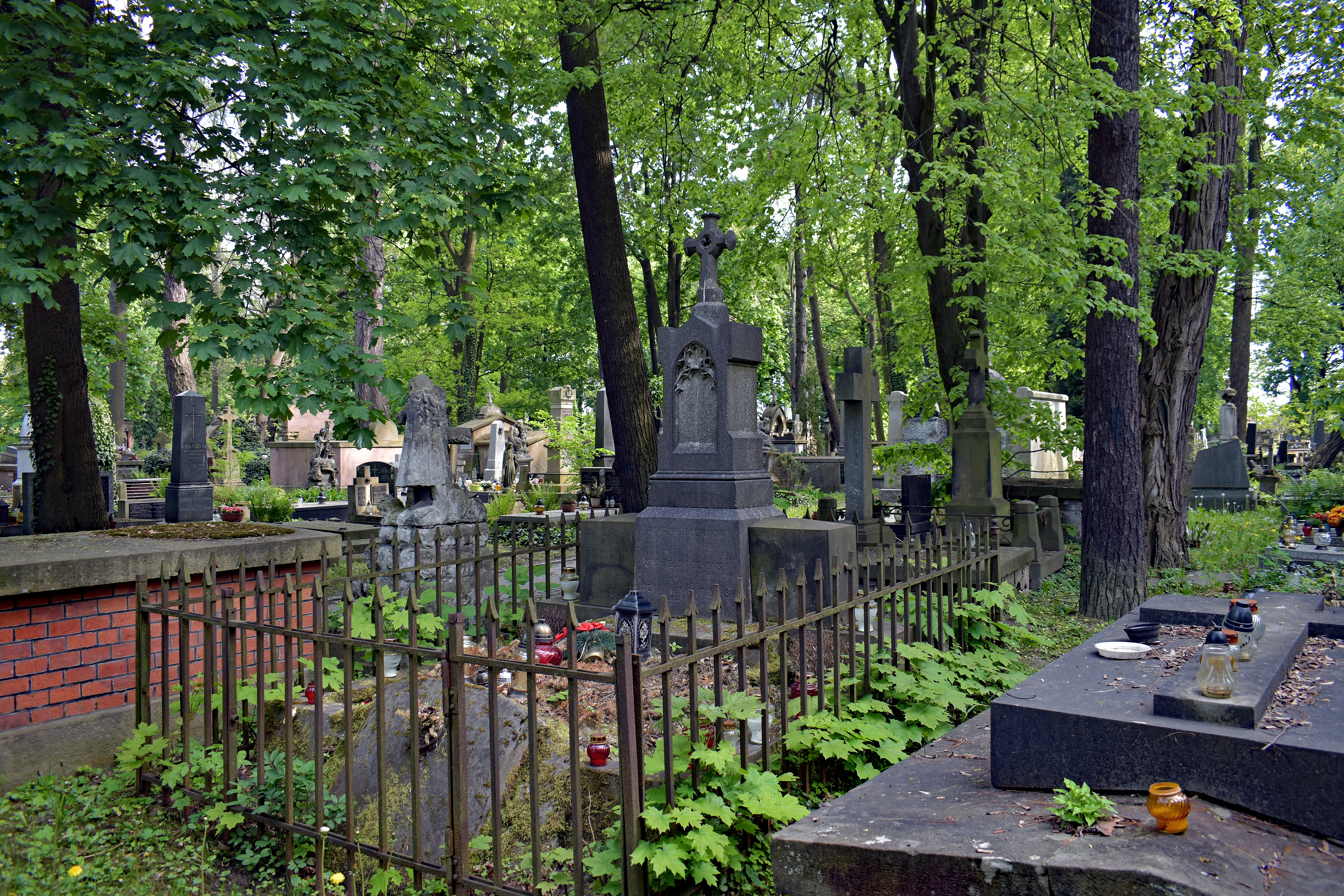
Cmentarz Rakowicki.
Grobowiec Domańskich.

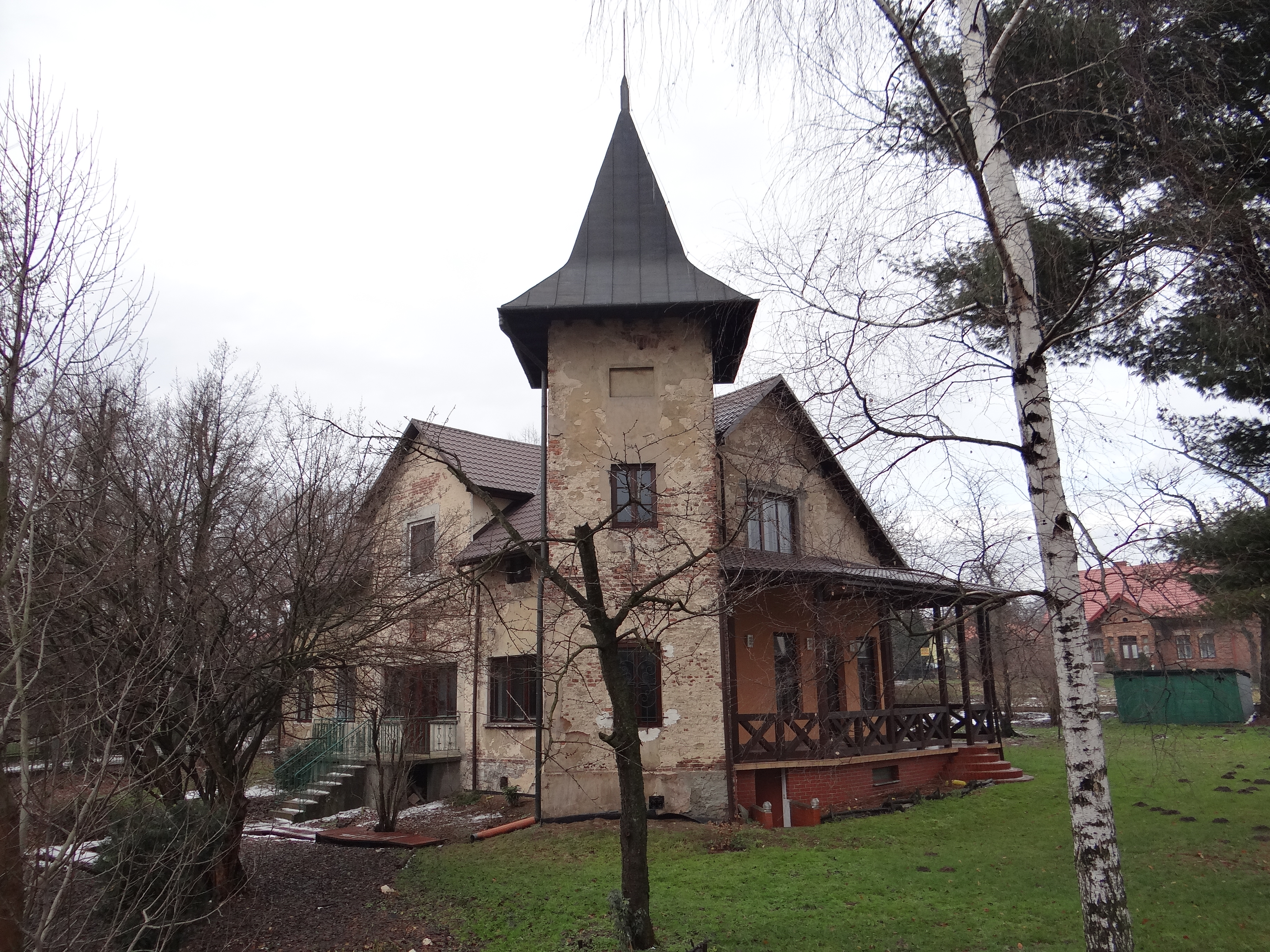
Dom Domańskich w Rudawie

Stanisław Domański (ur. 29 kwietnia 1844 w Krakowie, zm. 12 lutego 1916 tamże) – polski lekarz neurolog, profesor neurologii Uniwersytetu Jagiellońskiego, radny Krakowa, członek Wydziału Towarzystwa Gimnastycznego „Sokół” w Krakowie w 1888 roku.

## Życiorys
Syn Wawrzyńca Domańskiego, profesora weterynarii UJ; mąż Antoniny Domańskiej. Uczęszczał do gimnazjum św. Anny, po otrzymaniu świadectwa dojrzałości studiował medycynę na UJ w latach 1862-1867. Tytuł doktora medycyny otrzymał w lutym 1868. Od 1870 do 1874 był asystentem przy katedrze fizjologii u prof. Piotrowskiego. W 1879 mianowano go na profesora nadzwyczajnego neuropatologii. Od 1881 do śmierci należał do rady miejskiej Krakowa, był drugim wiceprezydentem Krakowa w 1904 roku. Jako działacz społeczny zajmował się zagadnieniami higieniczno-sanitarnymi. Pochowany na cmentarzu Rakowickim w Krakowie kwatera VII.

## Wybrane prace
- Wykład elektroterapii do użytku lekarzy praktycznych zastosowany. Warszawa 1876